# Georgi Kuliszew
Georgi Kuliszew Gugow (bułg. Георги Кулишев Гугов; ur. 21 września 1885 w Dojranie, zm. 27 września 1974 w Sofii) – bułgarski prawnik, dziennikarz i polityk, deputowany do Zgromadzenia Narodowego 22. (1927–1931) i 26. kadencji (1945-1946), minister spraw zagranicznych (1946).

## Życiorys
Urodził się w macedońskim mieście Dojran. Po ukończeniu gimnazjum w Salonikach w latach 1904-1905 pracował jako nauczyciel. W tym czasie związał się z Macedońsko-Odrińską Organizacją Rewolucyjną (WMORO). W 1905 na kongresie macedońskich działaczy rewolucyjnych został wybrany członkiem salonickiego komitetu rewolucyjnego. W 1906 został aresztowany i umieszczony w więzieniu Yedi Kule w Salonikach.
W 1908, po wybuchu rewolucji młodotureckiej Kuliszew wziął udział w tworzeniu Związku Bułgarskich Klubów Konstytucyjnych i działał w salonickim biurze Związku. W czasie wojen bałkańskich redagował pismo Byłgarin (Bułgar). Po zakończeniu wojen ukończył studia prawnicze na Uniwersytecie Sofijskim. Pisał do czasopisma Rodina (Ojczyzna) i rozpoczął pracę w bułgarskim ministerstwie spraw zagranicznych.  W latach 1921–1922 pracował jako sekretarz bułgarskiego poselstwa w Stambule.
Od czerwca 1920 działał w loży masońskiej Swietlina. Współpracował z czasopismami podejmującymi tematykę macedońską, jak Słowo, Makedonija i Wardar. W 1927 zdobył mandat deputowanego do parlamentu. Po zakończeniu jego kadencji w 1931 wyemigrował do Szwajcarii.
W 1933 powrócił do Bułgarii i związał się z grupą Zweno. Po przewrocie 19 maja 1934 kierował wydziałem cenzury w Dyrekcji Odnowy Społecznej i był redaktorem pisma Nowi dni. W 1938 uzyskał mandat deputowanego do parlamentu bułgarskiego, ale jego wybór ostatecznie anulowano.
Od 1943 związany z Frontem Ojczyźnianym. W 1944 został redaktorem naczelnym pisma Izgrew. Po przewrocie 9 września 1944 pełnił funkcję sekretarza Rady Ministrów. Po odsunięciu Petyra Popzłatewa z kierownictwa Zwena (pod naciskiem komunistów), Kuliszew zajął jego miejsce we władzach Frontu Ojczyźnianego. 31 marca 1946 otrzymał tekę ministra spraw zagranicznych. Funkcję tę sprawował do 22 listopada 1946 r. Uczestniczył w obradach Paryskiej Konferencji Pokojowej (1946).
W latach 1950–1974 był przez sześć kolejnych kadencji deputowanym do Zgromadzenia Narodowego. W latach 1950–1954 był członkiem jego prezydium. Odznaczony Orderem Georgi Dimitrowa.

## Twórczość
- 1928: Македонската криза (Kryzys macedoński)
- 1947: Съветската външна политика (Sowiecka polityka zagraniczna)